# DuQuoin State Fairgrounds Racetrack
DuQuoin State Fairgrounds Racetrack är en travbana i Du Quoin, Illinois i USA, beläget längs U.S. Route 51 norr om Illinois Route 14. Den är del av nöjeskomplexet DuQuoin State Fairgrounds, där bland annat ett nöjesfält ligger. Travbanan är mest känd för att ha varit värd för storloppen Hambletonian Stakes från 1957 till 1980, och World Trotting Derby från 1981 till 2009.

## Historia
DuQuoin State Fairgrounds öppnade 1923, under hästuppfödaren William R. Hayes ledning. Under det första året anordnade Hayes festivalen DuQuoin State Fair som ett parallellt event till Illinois State Fair, som hade förbjudit spel på hästar. För att undvika konkurrens öppnade DuQuoin State Fair omedelbart efter att Illinois State Fair stängde. Festivalen hölls ursprungligen under helgen som ansluter till Labor Day. Festivalen var en ekonomisk framgång som lockade framstående underhållare och grupper, av vilka många också spelade på Illinois State Fair; mässan blev följaktligen känd som Illinois '"lilla festival" eller "andra festival".
Du Quoin State Fairgrounds är listad i National Register of Historic Places sedan juli 1990.

## Om banan
De första åren hade Hayes en travbana på en halv mile (ca. 800 meter) på sin 30 tunnland stora tomt, med läktarplatser byggda i trä med plats för 3000. 1939 började Hayes köpa angränsande mark för att utveckla parkens och travbanans potential, och utöka platsen med familjevänliga dammar och sjöar. Efter ett par år var parkens yta 1200 tunnland.
Den utökade travbanan fick med tiden smeknamnet "Magic Mile" efter att den byggdes 1946, och utökades till en banlängd på en mile (1609 meter).

## Större lopp
1957 blev DuQuoin State Fairgrounds Racetrack den tredje travbanan som arrangerade storloppet Hambletonian Stakes. Läktarplatserna utökades till att rymma 18 000 åskådare. 1980 flyttades loppet till Meadowlands Racetrack, och banan blev istället värd för World Trotting Derby. Loppet kördes från 1981 tills det lades ner 2009.

## Övriga arrangemang
På banan arrangeras även motorsportstävlingar, bland annat USAC National Championship och American Championship Car Racing som hölls första gången i september 1948. Den 10 oktober 1948, i det andra loppet förolyckades föraren Ted Horn i den fjärde kurvan, då en hjulspindel på hans racingbil gick sönder. Han avled 38 år gammal.
Flertalet konserter har även arrangerats på banan, speciellt under den årliga festivalen.